# قیچی‌داران
قیچی‌داران (نام علمی: Forficulidae) نام یک تیره از راسته گوش‌خیزک است. این خانواده از مهمترین خانواده‌های راستهٔ گوشخیزک‌ها می‌باشد که افراد آن توسط بند دوم پنجهٔ پاها که قلبی شکل است به خوبی شناخته می‌شوند.
در خانوادهٔ قیچی‌داران، شاخک ۱۲ تا ۱۶ بندی است و بند دوم پنجهٔ پا دو قطعهٔ جانبی دارد که بند سوم را در بر می‌گیرد. گوش‌خیزک معمولی باغ‌هاست که طول آن ۱۰ تا ۱۵ میلیمتر است. از میوه و برگ‌های گیاهان تغذیه می‌کند. معروف‌ترین عضو این خانواده گوش‌خیزک اروپایی است.